# Parathemisto oblivia
Parathemisto oblivia är en kräftdjursart. Parathemisto oblivia ingår i släktet Parathemisto och familjen Hyperiidae. Inga underarter finns listade i Catalogue of Life.